# Eduard Lockroy

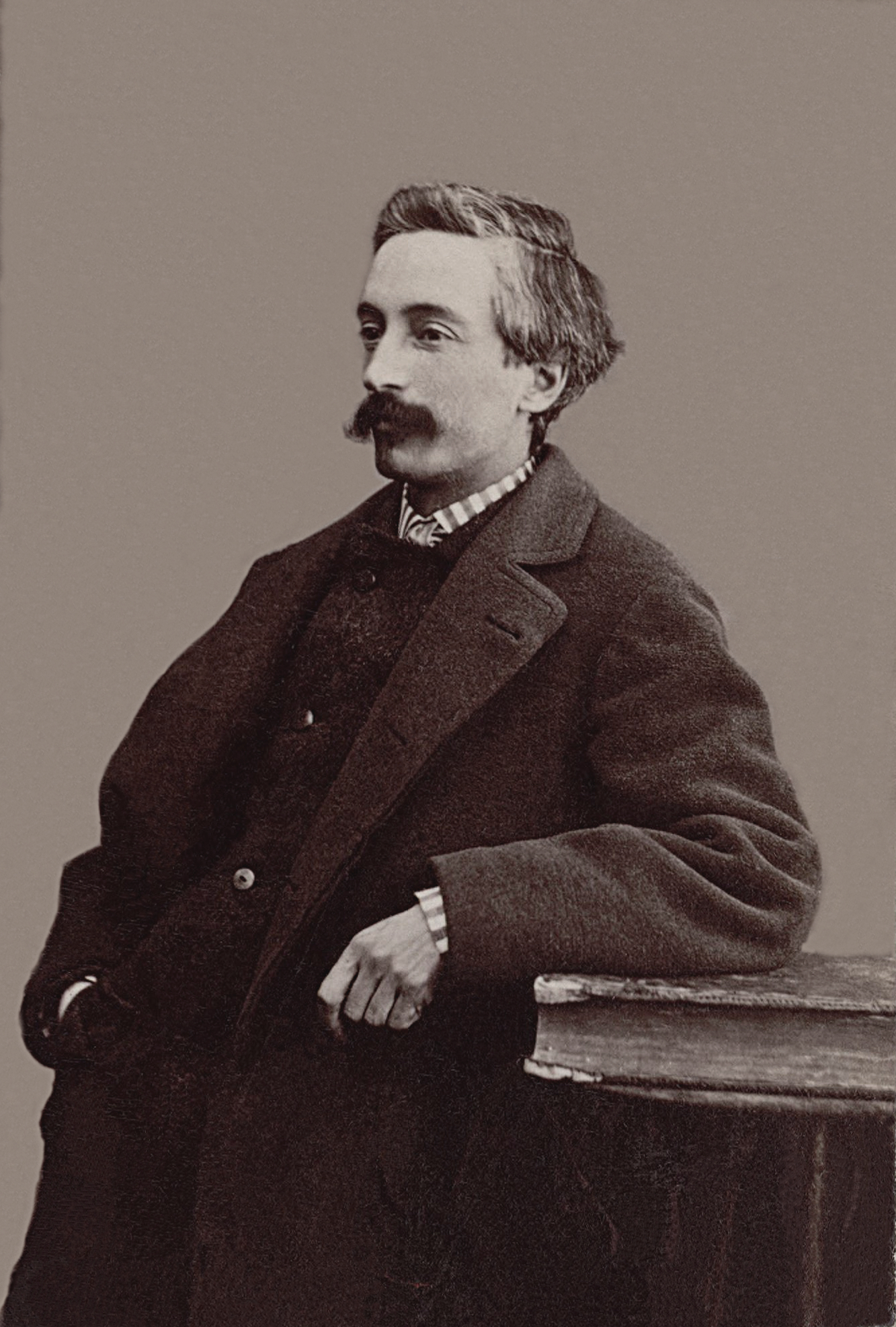
Eduard Lockroy

Eduard Lockroy was een Franse minister van handel en industrie. Hij was tevens president-directeur van "Journalistes Républicians Français". 
Op 3 april 1886 stelde hij een wet op waarin vast werd gesteld dat de wereldtentoonstelling van 1889 door de regering zou worden georganiseerd. Om het te financieren werd de tentoonstelling van 1867 in gedachte gebracht waar een betrouwbare financier garant stond voor de kosten. Dit werd gedaan om private speculaties rond de financiering van de tentoonstelling uit te bannen.
Lockroy was een van de belangrijkste initiatoren van het Eiffeltoren-project.
- Bibliothèque nationale de France: cb12534630g (data)
- Gemeinsame Normdatei: 11739193X
- International Standard Name Identifier: 0000 0001 1437 3391
- Library of Congress Control Number: n2004063659
- Nationale Bibliotheek van Tsjechië: jn20020722499
- Nationale Bibliotheek van Israël: 987007268202905171
- Nederlandse Thesaurus van Auteursnamen: 142892858
- Système universitaire de documentation: 073553425
- Virtual International Authority File: 7499787
- WorldCat: E39PBJh4wy33JPGtJMWfTVfcyd